# Dixie (Oregon, Washington megye)
Dixie az Amerikai Egyesült Államok Oregon államának Washington megyéjében elhelyezkedő kísértetváros.
Az 1887 és 1924 között működő posta első vezetője John Dix volt. 1933-tól ingatlanfejlesztésbe kezdtek; az 1936/1937-ben megrendezett közösségi pikniken a résztvevők a Dixie név mellett döntöttek.

## Fordítás
- Ez a szócikk részben vagy egészben  a   Dixie, Washington County, Oregon című angol Wikipédia-szócikk ezen változatának fordításán alapul.  Az eredeti cikk szerkesztőit annak laptörténete sorolja fel. Ez a jelzés csupán a megfogalmazás eredetét és a szerzői jogokat jelzi, nem szolgál a cikkben szereplő információk forrásmegjelöléseként.